# White Walls
"White Walls" é uma canção composta pelo rapper norte-americano Macklemore e pelo produtor Ryan Lewis, gravada para o álbum de estreia de ambos, The Heist. Conta com a participação do rapper Schoolboy Q, e da cantora Hollis. "White Walls" foi lançada na contemporary hit radio americana em 8 de outubro de 2013, como o sexto single do álbum de estúdio The Heist. A canção alcançou a posição 49 na Billboard Hot 100 norte-americana.

## Vídeo musical
O vídeo musical, dirigido por Macklemore, Ryan Lewis e Jason Koenig, foi lançado em 9 de setembro de 2013. O videoclipe traz a aparição de diversos rappers, tais como Wiz Khalifa, A$AP Rocky, Trinidad Jame$, Big Boi e Sir Mix-a-Lot, assim como o DJ Drama. A canção também conta com a participação da cantora Hollis, da banda The Flavr Blue, que canta o refrão.

## Lançamento e divulgação
A canção alcançou a posição número um (#1) na Bubbling Under R&B/Hip-Hop Singles estadunidense, antes do seu lançamento como single, devido à alta taxa de transferências após o lançamento do álbum de estúdio The Heist. Macklemore, Ryan Lewis, Schoolboy Q e Hollis performaram "White Walls" no talk show The Tonight Show with Jay Leno, em 27 de agosto de 2013.

## Desempenho nas tabelas
| Tabela (2013)                                    | Melhor posição |
| ------------------------------------------------ | -------------- |
| Austrália (ARIA)                                 | 34             |
| Bélgica (Ultratip Bubbling Under da Valônia)     | 21             |
| Canadá (Canadian Hot 100)                        | 45             |
| França (SNEP)                                    | 65             |
| Irlanda (IRMA)                                   | 80             |
| Nova Zelândia (Recorded Music NZ)                | 6              |
| Estados Unidos (Billboard Hot 100)               | 49             |
| Estados Unidos (Billboard Mainstream Top 40)     | 31             |
| Estados Unidos (Billboard Hot R&B/Hip-Hop Songs) | 17             |
| Estados Unidos (Billboard Hot Rap Songs)         | 12             |